# Antonio Tamburini (pilota automobilistico)
Antonio Tamburini (15 settembre 1966) è un ex pilota automobilistico italiano.
Ha gareggiato in vari campionati di monoposto e di auto da turismo prima di ritirarsi nel 1998. Ha testato un'auto di Formula 1 per AGS nel 1991, oltre a gareggiare per l'Andrea Moda Formula nel Trofeo Indoor di Formula 1 nello stesso anno.
Per quanto competitivo, Antonio non è mai stato all’altezza di altri piloti italiani contemporanei quali Gabriele Tarquini, Fabrizio Giovanardi e Sandro Montani.